# Сонеджи, Оскар
О́скар Сонеджи́ Маса́нд (кат. Òscar Sonejee Masand, маратхи ऑस्कर सोनेजी; 26 марта 1976, Андорра-ла-Велья, Андорра) — андоррский футболист индийского (маратхи) происхождения, полузащитник. Главный тренер юношеской сборной Андорры до 17 лет.
В 1997 году начал играть за клуб «Андорра». В 2001 году выступал за «Сан-Жулиа», а в 2002 году являлся игроком клуба «Сео-де-Уржель». С 2003 года по 2008 год находился в стане «Андорры». В 2008 году перешёл в «Санта-Колому», вместе с командой став дважды чемпионом и обладателем Кубка Андорры. В 2012 году стал игроком «Лузитанса», став вместе с командой чемпионом и обладателем Суперкубка Андорры. В еврокубках провёл всего 10 матчей.
Являлся рекордсменом национальной сборной Андорры по количеству проведённых матчей, проведя в её составе 105 матчей и забил 4 гола.

## Биография

### Клубная карьера
С 1996 года по 2001 год являлся игроком клуба «Андорра» из Андорра-ла-Вельи, которая играла в низших дивизионах Испании. В сезоне 1997/98 провёл 11 матчей за команду. В сезоне 2001/02 играл за команду «Сан-Жулиа» в чемпионате Андорры. Оскар принял участие в первом раунде Кубка Интертото против «Колрейна». По сумме двух матчей «Сан-Жулиа» уступила со счётом (7:2). Затем Оскар Сонеджи вернулся в «Андорру». Первую половину сезона 2002/03 провёл в клубе «Сео-де-Уржель». После чего Сонеджи вновь вернулся в «Андорру».
Летом 2008 года стал игроком команды «Санта-Колома». В июле 2008 года провёл 2 матча в квалификации Лиги чемпионов против литовского «Каунаса» (поражение андоррцев по сумме двух встреч 7:2). В сезоне 2008/09 вместе с клубом стал серебряным призёром чемпионата Андорры и обладателем Кубка.
В 2009 году работал тренером по физической подготовке в «Санта-Коломе» и юношеской сборной Андорры (до 17 лет). В октябре 2009 года Оскар мог перейти в индийский клуб «Чёрчилл Бразерс». В сезоне 2009/10 Сонеджи провёл 4 матча в чемпионате Андорры, а «Санта-Колома» стала победителем первенства.
В июле 2010 года провёл 1 игру в первом квалификационном раунде Лиги чемпионов против мальтийской «Биркиркары». По сумме двух матчей «Санта-Колома» не прошла в следующий раунд. В сезоне 2010/11 вместе с командой второй раз к ряду стал чемпионом Андорры. В июне 2011 года провёл 1 матч в первом квалификационном раунде Лиги чемпионов против «Ф91 Дюделанж». Команда Сонеджи уступила по сумме двух матчей со счётом (4:0). В сезоне 2011/12 «Санта-Колома» стала серебряным призёром чемпионата Андорры, уступив лишь «Лузитансу», а также завоевала Кубок Андорры. В июле 2012 года Оскар провёл 1 матч в первом квалификационном раунде Лиги Европы против хорватского «Осиека». Андоррцы уступили в двух матчах с общим счётом (1:4).
В сезоне 2012/13 начал выступать за «Лузитанс» и вместе с клубом стал чемпионом Андорры. Сонеджи в этом сезоне провёл 9 игр. В июле 2013 года провёл 2 матча в первом квалификационном раунде Лиги Европы против фарерского «ЭБ/Стреймур». «Лузитанс» уступил с общим счётом (3:7), а Сонеджи в каждом из встреч получил по жёлтой карточке. В сентябре 2013 года вместе с командой стал победителем Суперкубка Андорры, «Лузитанс» обыграл «Унио Эспортива Санта-Колома» со счётом (1:0).
Вторую половину сезона 2013/14 провёл в клубе «Андорра» в составе которой провёл 26 игр и забил 3 мяча. После чего вернулся в «Лузитанс». В сезоне 2014/15 провёл 12 матчей и забил 2 гол в чемпионате Андорры и стал серебряным призёром первенства. В Кубке Андорры провёл 2 матча и забил 1 гол. В июле 2015 года сыграл в выездном матче против английского «Вест Хэм Юнайтед» в рамках отбора Лиги Европы. По сумме двух игр андоррцы уступили с общим счётом (0:4).
Летом 2015 года вновь стал игроком «Сан-Жулии». В составе команды стал бронзовым призёром Примера Дивизио и дошёл до полуфинала Кубка Андорры, где «Сан-Жулиа» уступила команде «Энгордань» (1:2)

### Карьера в сборной
Национальная сборная Андорры появилась в 1996 году и вскоре после этого главный тренер команды Маноэл Милуир начал приглашать Сонеджи в стан команды карликового государства, когда Оскару было 21 год. Андорра является одним из аутсайдеров мирового футбола.
22 июня 1997 года дебютировал за Андорру (во второй игре в истории сборной) в товарищеском матче против Эстонии (4:1). Спустя три дня, в товарищеской встречи против Латвии (4:1), Сонеджи забил свой первый гол за сборную. 24 июня 1998 года сыграл в матче против Азербайджана. Встреча закончилась нулевой ничей, а команде княжества тогда впервые в истории удалось не проиграть.
В отборочном турнире на чемпионат Европы 2000 Оскар Сонеджи сыграл во всех 10 играх. В феврале 2000 года принял участие в турнире Ротманс на Мальте, где сыграл 3 матча. Андорра заняла 3 место, уступив Албании и Мальте, и обогнав Азербайджан. В поединке против Мальты (1:1) Сонеджи отметился забитым голом. В квалификации на чемпионат мира 2002 Сонеджи сыграл во всех 10 матчах сборной Андорры.
В отборочном турнире на чемпионат Европы 2004 Сонеджи принял участие во всех 8 матчах. В рамках квалификации к чемпионату мира 2006, Андорра набрала 5 очков, что является лучшим результатом в отборах для страны. Тогда сборная обыграла Македонию (1:0) и дважды сыграла вничью с Македонией (0:0) и Финляндией (0:0). Сонеджи сыграл во всех 12 матчах, а в игре против Армении (0:3), Оскар отметился голом в свои ворота. В 2006 году Сонеджи как капитан сборной Андорры участвовал в определении игрока года ФИФА и проголосовал за Зинедина Зидана.
В квалификации на чемпионат Европы 2008 Оскар Сонеджи сыграл в 11 из 12 поединках. В отборочном турнире на чемпионат Европы 2010 Сонеджи провёл 7 игр из 10. В матче против Казахстана (1:3) Оскар забил свой третий гол за Андорру. В квалификации на чемпионат Европы 2012 Сонеджи провёл всего 4 игры. 14 августа 2013 года в товарищеском матче против Молдовы (1:1), Сонеджи забил первый гол в поединке в ворота Сергея Пащенко. В отборочном этапе на чемпионат мира 2014 Оскар провёл 2 игры.
Его последним отборочным турниром стала квалификация на чемпионат Европы 2016, где он сыграл в 7 играх. Свою последнюю игру Сонеджи провёл 12 ноября 2015 в рамках товарищеской встречи против Сент-Китса и Невиса (0:1).
Оскар Сонеджи выступал в сборной в качестве капитана. Всего за сборную Андорры он провёл 105 матчей и забил 4 гола. Он является рекордсменом по количеству проведённых матчей за сборную. Занимая при этом вторую строчку в списке лучших бомбардиров Андорры, уступая Ильдефонсу Лиме (на счету которого 11 голов).

#### Список голов за сборную
| № | Дата            | Соперник  | Счёт | Соревнование                             |
| 1 | 25 июня 1997    | Латвия    | 1:4  | Товарищеский матч                        |
| 2 | 8 февраля 2000  | Мальта    | 1:1  | Товарищеский матч                        |
| 3 | 9 сентября 2009 | Казахстан | 1:3  | отборочный турнир на чемпионат мира 2010 |
| 4 | 14 августа 2013 | Молдова   | 1:1  | Товарищеский матч                        |

### Тренерские клубы
В 2015 году Сонеджи вместе с Элойем Казальсом возглавил юношескую сборную Андорры до 17 лет. В феврале 2017 года привёл юношескую команду к победе на турнире развития УЕФА, который проходил на Мальте. Андоррцы обыграли Гибралтар (1:0) и Мальту (2:0) и сыграли вничью с Арменией (1:1).

## Достижения
«Санта-Колома»
- Чемпион Андорры (2): 2009/10, 2010/11
- Серебряный призёр чемпионата Андорры (2): 2008/09, 2011/12
- Обладатель Кубка Андорры (2): 2009, 2012

«Лузитанс»
- Чемпион Андорры (1): 2012/13
- Серебряный призёр чемпионата Андорры (1): 2014/15
- Обладатель Суперкубка Андорры (1): 2015

«Сан-Жулиа»
- Бронзовый призёр чемпионата Андорры (1): 2015/16

## Личная жизнь
Сонеджи имеет индийское корни, его родители проживают в городе Мумбаи. Работает страховым агентом.